# Bertrand Chéron
Pour les articles homonymes, voir Chéron.
Bertrand Chéron, né le 19 juin 1938, à Buenos Aires, en Argentine et mort le 30 octobre 2016 à Toulouse, est un auteur français de roman policier.

## Biographie
Entre 1975 et 1977, il fait paraître quatre thrillers psychologiques dans la veine des œuvres de Boileau-Narcejac.
Dans Le mort provoque l’enquête (1975), un septuagénaire convaincu d’être la prochaine victime d’un empoisonneur décide de préparer minutieusement sa revanche avant sa mort. Dans Un gitan n’oublie jamais (1977), un gamin, impressionné par les menaces proférées un matin par le gitan Carlos devant le maire du village, croit son village en danger une fois la nuit venue.

## Œuvre

### Romans policiers
- L’assassin viendra à l’aube, Paris, Librairie des Champs-Élysées, Le Masque no 1371, 1975
- Le mort provoque l’enquête, Paris, Librairie des Champs-Élysées, Le Masque no 1397, 1975
- On vous demande au téléphone, Paris, Librairie des Champs-Élysées, Le Masque no 1440, 1976
- Un gitan n’oublie jamais, Paris, Librairie des Champs-Élysées, Le Masque no 1465, 1977

## Sources
1. ↑  « matchID - Moteur de recherche des décès », sur deces.matchid.io (consulté le 14 février 2024)

- Jacques Baudou et Jean-Jacques Schleret, Le Vrai Visage du Masque, vol. 1, Paris, Futuropolis, 1984, 476 p. (OCLC 311506692), p. 105.